# Commerce City
Commerce City és una població dels Estats Units a l'estat de Colorado. Segons el cens del 2008 tenia 42.473 habitants.

## Demografia
Segons el cens del 2000, Commerce City tenia 20.991 habitants, 6.668 habitatges, i 4.974 famílies. La densitat de població era de 313,6 habitants per km².
Dels 6.668 habitatges en un 38,9% hi vivien nens de menys de 18 anys, en un 49,3% hi vivien parelles casades, en un 16,4% dones solteres, i en un 25,4% no eren unitats familiars. En el 19,7% dels habitatges hi vivien persones soles el 7,1% de les quals corresponia a persones de 65 anys o més que vivien soles. El nombre mitjà de persones vivint en cada habitatge era de 3,1 i el nombre mitjà de persones que vivien en cada família era de 3,51.
Per edats la població es repartia de la següent manera: un 30,6% tenia menys de 18 anys, un 11,5% entre 18 i 24, un 30,6% entre 25 i 44, un 18,1% de 45 a 60 i un 9,2% 65 anys o més.
L'edat mediana era de 30 anys. Per cada 100 dones de 18 o més anys hi havia 111,1 homes.
La renda mediana per habitatge era de 33.680 $ i la renda mediana per família de 37.279 $. Els homes tenien una renda mediana de 28.450 $ mentre que les dones 22.877 $. La renda per capita de la població era de 13.445 $. Entorn del 15,3% de les famílies i el 19,4% de la població estaven per davall del llindar de pobresa.

## Poblacions més properes
El següent diagrama mostra les poblacions més properes.